# Luigi’s Mansion 2
Luigi’s Mansion: Dark Moon, в Европе и Австралии известное как Luigi’s Mansion 2 и как Luigi Mansion 2 (яп. ルイージマンション2 Руи:дзи Мансён 2) в Японии — продолжение игры Luigi’s Mansion (2001) из серии игр Mario, разработанное для Nintendo 3DS. О создании второй части игры стало известно на выставке Electronic Entertainment Expo 2011 в ходе пресс-конференции Nintendo 7 июня 2011 года. Третья часть серии под названием Luigi's Mansion 3 была выпущена во всем мире 31 октября 2019 года для Nintendo Switch. Ремастер Dark Moon под названием Luigi’s Mansion 2 HD вышел на Nintendo Switch 27 июня 2024 года.

## Игровой процесс
Luigi’s Mansion: Dark Moon — игра в жанре action-adventure, в которой основным персонажем является Луиджи. Профессор П. У. Галкин отправляет Луиджи исследовать полные призраков заброшенные замки и захватывать враждебных привидений с помощью специализированного пылесоса Poltergust 5000. В основном одиночном режиме игрок исследует пять различных замков, каждый из которых выполнен в определенной тематике, такой как заросшая теплица или построенная на археологических раскопках часовая фабрика, чтобы найти скрытый внутри фрагмент Тёмной Луны.
Исследование замка разделено на несколько миссий, сосредоточенных на выполнении ряда задач, таких как поиск объекта, получение доступа к определенной комнате или победа над более сильным боссом-призраком. В конце каждой миссии игрок оценивается на основе различных факторов, таких как собранные сокровища и захваченные призраки. Если Луиджи получает слишком много урона от атак призраков или окружающих опасностей и теряет все сердечки, он теряет сознание, и игроку приходится начинать миссию заново. Если игрок найдёт и подберет золотую кость, Луиджи будет воскрешен и продолжит миссию, а не начнет ее сначала. На сенсорном экране Nintendo 3DS отображается мини-карта планировки замка с отмеченными как заблокированными, так и открытыми дверями. На некоторых миссиях Луиджи сопровождает Тоад. Когда игрок находит скрытый в замке фрагмент Тёмной Луны, он может перейти к следующему замку.

## Сюжет
Действие игры разворачивается после первой части. Луиджи спит в новом доме (в первой части на месте дома Луиджи был особняк Короля Буу), тем временем П. У. Галкин вместе с добрыми зелёными приведениями изучают и тестируют новое оборудование. П. У. Галкин изучает Темную Луну, загадочный объект в форме луны фиолетового цвета. Внезапно, Король Буу который смог выбраться из картины нашел новую корону с Темным кристалом. При помощи новых сил (от новой короны) Король Буу разбивает Темную луну на части. Призраки без Темной луны взбесились и устроили хаос в лаборатории и в других местах. П. У. Галкин по телефизору связывается с Луиджи и при помощи новой технологии (перемещение через телефизор) телепортирует испуганного Луиджи к себе в лабораторию. П. У. Галкин отправляет Луиджи в новый особняк. В гараже Луиджи находит Вакуумный ранец-5000. Луиджи также как и в первой части помогает П. У. Галкину поймать взбесившихся призраков. Позже оказывается что Король Буу использует свою новую корону и осколки Темной луны для контролирования призраков. Король Буу также хочет поймать Луиджи и отомстить, поместить в картину. Для его мотивации Король Буу похищает Марио и опять же превращает его в картину. И пока Луиджи будет искать своего брата, Король Буу и его армия захватит весь мир. Однако Луиджи обходит все ловушки и ловит большую часть призраков. Король Буу немного изменил свой план и хочет отправить Луиджи в мир духов. Но и эту ловушку Луиджи обходит стороной. Также для мотивации он похищает Тодов, но и их Луиджи спасает. В ярости Король Буу перемещает Луиджи в пустое измерение, где он и Луиджи должны решить все свои разногласия. Луиджи снова ловит Короля Буу и освобождает Марио. Тоды приносят части Тёмной луны и Луиджи отправляет Тёмную луну обратно на небо. Все призраки стали добрыми и стали праздновать. П. У. Галкин стал держать Короля Буу в специальной капсуле, а Луиджи и Марио идут домой.

## Отзывы
| Сводный рейтинг | Сводный рейтинг |
| Агрегатор       | Оценка          |
| --------------- | --------------- |
| GameRankings    | 85,86 %         |